# Landecy
Landecy est un hameau de la commune de Bardonnex à Genève.

## Histoire
Localisation d'une villa romaine, le hameau de Landecy est successivement propriété du couvent de Saint-Victor, puis du duché de Savoie en 1567, puis enfin du royaume de Sardaigne en 1754, tout comme le hameau voisin d'Évordes.
Il y a 158 habitants à Landecy selon un recensement de 1843, puis 230 en 2000.
Le village de Landecy fait partie des sites construits à protéger. Le domaine Micheli est inscrit comme bien culturel d'importance nationale, alors que l'ancien domaine Baumann-Frick est, quant à lui, d'importance régionale.